# Lehri (Distrikt)
Der Distrikt Lehri (Urdu ضلع لہڑی) war ein von 2013 bis 2018 existierender Verwaltungsdistrikt in der pakistanischen Provinz Belutschistan. Sitz der Distriktverwaltung war die Stadt Lehri.
Der Distrikt hatte nach der Volkszählung von 2017 118.046 Einwohner. Flächenmäßig umfasste er 3119,4 km².

## Geschichte
Der Distrikt entstand 2013 aus Teilen von Sibi und Kachhi. 2018 wurde entschieden den Distrikt wieder aufzulösen und in Sibi einzugliedern.

## Verwaltungsgliederung
Der Distrikt war administrativ in die zwei Tehsils Bhag und Lehri unterteilt.

## Demografie
Zwischen 1998 und 2017 wuchs die Bevölkerung um jährlich 1,52 %. Von der Bevölkerung leben ca. 14 % in städtischen Regionen und ca. 86 % in ländlichen Regionen. In 18.651 Haushalten leben 61.495 Männer, 56.549 Frauen und 2 Transgender, woraus sich ein Geschlechterverhältnis von 108,8 Männer pro 100 Frauen ergibt und damit den für Pakistan typischen Männerüberschuss.
| Jahr | Einwohnerzahl |
| ---- | ------------- |
| 1998 | 88.599        |
| 2017 | 118.046       |